# Chuignolles
 Chuignolles (picardisch: Chugnole) ist eine nordfranzösische Gemeinde mit 147 Einwohnern (Stand 1. Januar 2022) im Département Somme in der Region Hauts-de-France. Die Gemeinde gehört zum Kanton Albert und ist Teil der Communauté de communes du Pays du Coquelicot.

## Geographie
Die Gemeinde liegt auf der Hochfläche des Santerre rund 4,5 km südlich von Bray-sur-Somme im Gebiet des Projekts Natura 2000. 

## Geschichte
Chiugnolles gehörte zum Priorat von Lihons. Während des Ersten Weltkriegs wurde der Ort bis auf die Kirche Saint-Léger aus dem 18. Jahrhundert zerstört.
Die Gemeinde erhielt als Auszeichnung das Croix de guerre 1914–1918.

## Einwohner
| 1962 | 1968 | 1975 | 1982 | 1990 | 1999 | 2006 | 2010 |
| ---- | ---- | ---- | ---- | ---- | ---- | ---- | ---- |
| 190  | 182  | 199  | 192  | 156  | 137  | 150  | 158  |

## Verwaltung
Bürgermeister (maire) ist seit 2006 Ghislain Lagache.	